# Le Teich
Le Teich is een gemeente in het Franse departement Gironde (regio Nouvelle-Aquitaine). De plaats maakt deel uit van het arrondissement Arcachon. Le Teich telde op 1 januari 2022 9.213 inwoners.

## Geografie
De oppervlakte van Le Pian-sur-Garonne bedroeg op 1 januari 2022 87,08 vierkante kilometer; de bevolkingsdichtheid was toen 105,8 inwoners per km².
Le Teich ligt aan de delta van de Leyre en in het Pays de Buch, ten zuiden van het Bassin d'Arcachon en ligt ook geheel binnen het Parc naturel régional des Landes de Gascogne.

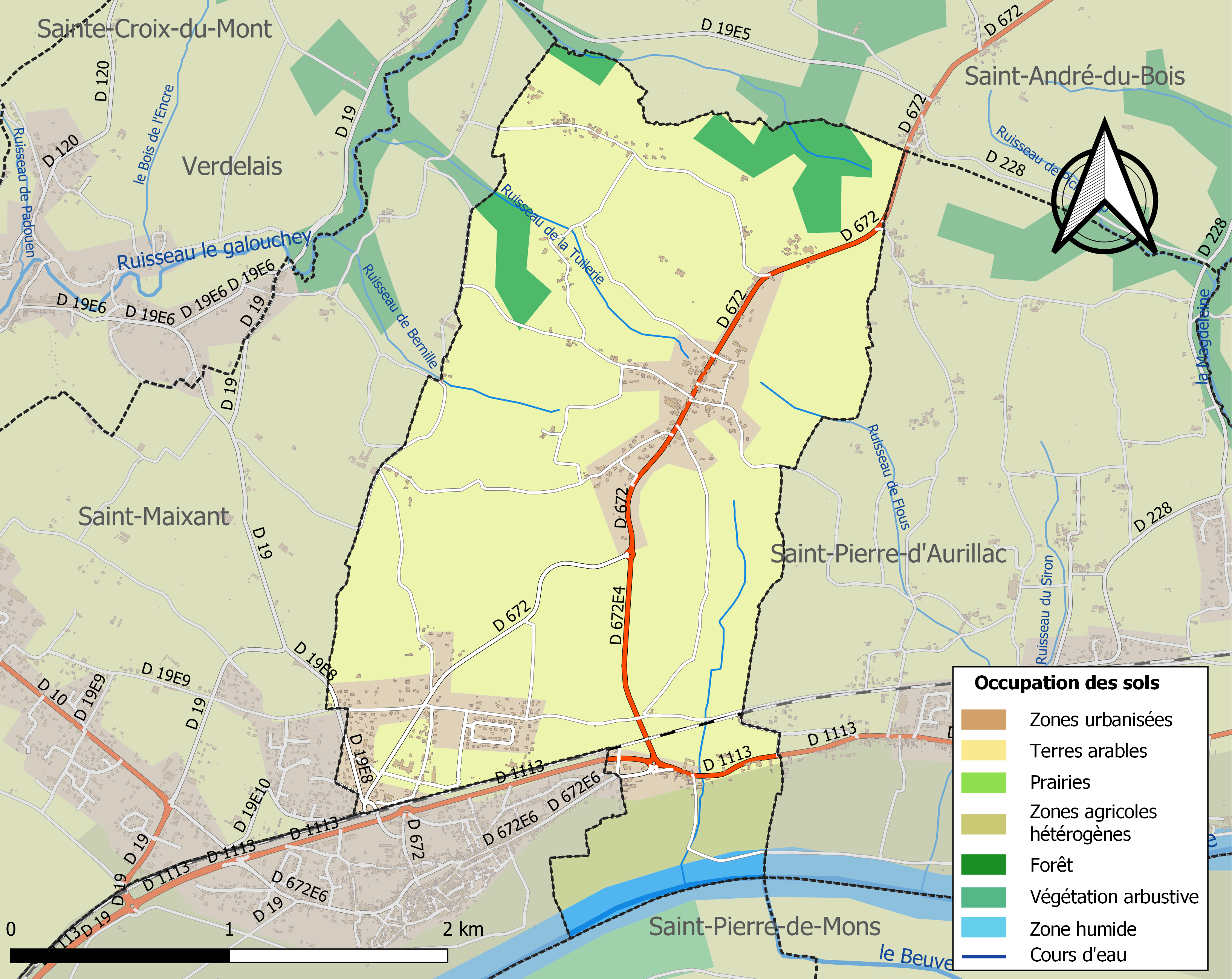
Kaart van de gemeente met belangrijkste infrastructuur, bodemgebruik en omliggende gemeenten

## Verkeer
Le Teich is bereikbaar via de A660. 
Het spoorwegstation Le Teich ligt op de lijn Lamothe - Arcachon en wordt bediend door treinen van de TER Nouvelle-Aquitaine naar Bordeaux en Arcachon.

## Demografie
Onderstaande figuur toont het verloop van het inwonertal (bron: INSEE-tellingen).